# Johannes Blumstein
Johannes Blumstein (* 14. Jahrhundert; † 10. Mai 1437) war ein begüterter Bürger der Straßburger Oberschicht, mutmaßlich Patrizier, und Diplomat im Namen seiner Heimatstadt. Im Vorfeld der Straßburger Waldenserprozesse 1400/1401 tat er sich als Unterstützer und Beschützer der Waldenser Ketzer hervor. Er überstand diesen Prozess völlig unbeschadet, obwohl er als Sohn der Gastgeberfamilie der Waldenser Gemeinde lange Zeit im Mittelpunkt dieses Prozesses stand.

## Umfeld des Ketzerprozesses

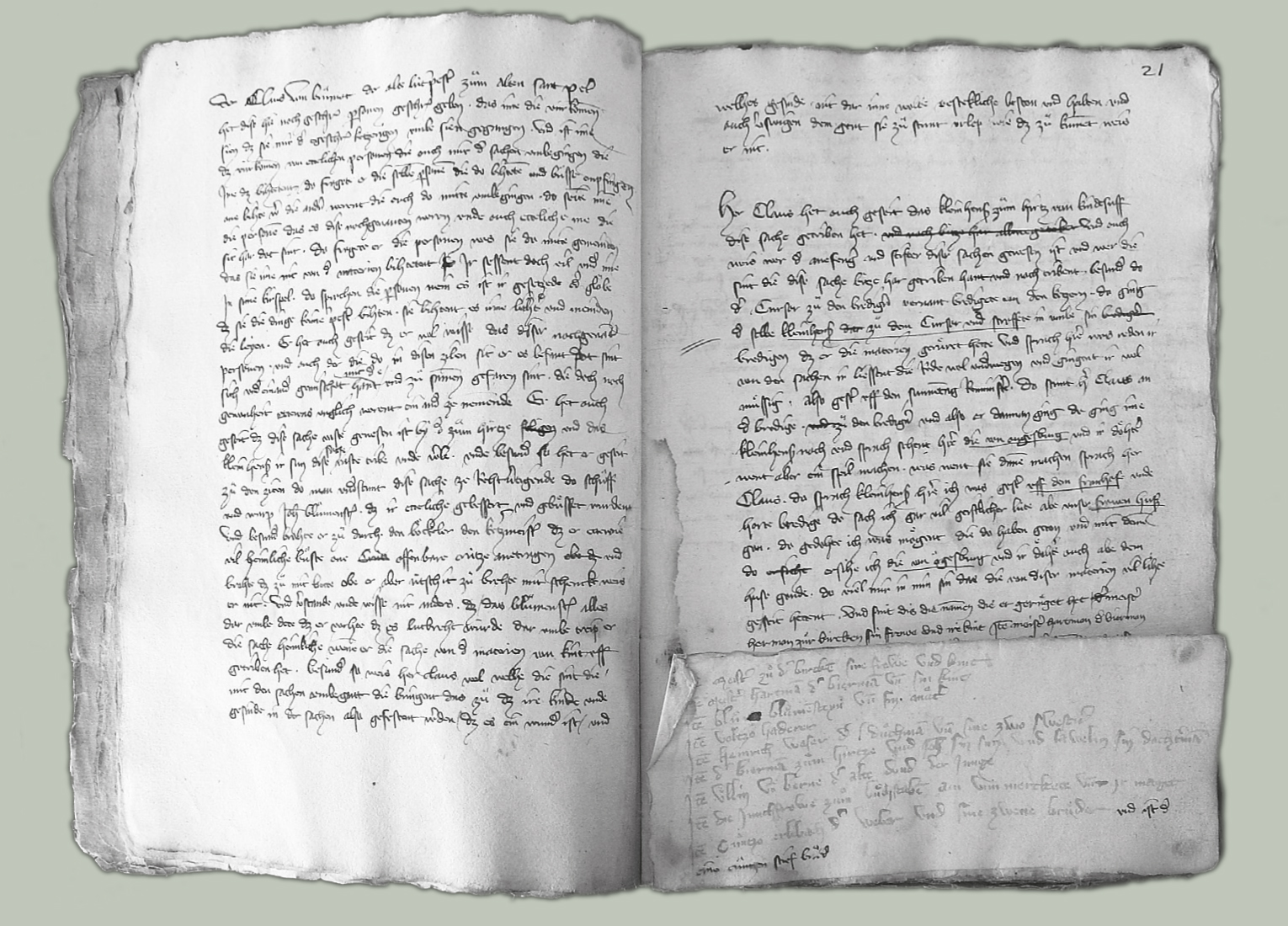
Aktenseite 20v / 21r des Straßburger Waldenserprozesses mit angeklebter Klaus von Brumaths Verdächtigtenliste.

Die lange Regierungszeit Elekt Wilhelm II. von Diests (1393–1439), in dessen Herrschaftszeit der Waldenserprozess fiel, wird in der Geschichtsschreibung heute als „desaströs“ bezeichnet. Die Eigenmächtigkeiten des Bischofs traten zwar erst besonders nach 1400 zutage, doch lassen verschiedene Parteinahmen Diests auch vor der Jahrhundertwende vergiftete Verhältnisse aufgrund regionaler Fehden erahnen. Sie spiegeln die verfeindete Frontlinie zwischen Stadt und Bischofsstuhl wider.
Im Waldenserprozess ging es um eine Gruppe von etwa 30 bislang unbehelligt in der Stadt Straßburg lebender Personen, die aufgrund ihrer Andersgläubigkeit angeklagt, in einem rund dreiwöchigen Prozess verhört und anschließend größtenteils aus der Stadt verbannt wurden. Personen wie Else zum Schwarzen Buchstaben wurden trotz mehrfacher Buße aufgrund des Prozessurteils verbannt.
Dieser Prozess steht in einer Reihe ähnlicher religiöser Verfolgungen wie beispielsweise in Regensburg (1378), Stettin (1392–1394), Rothenburg ob der Tauber (1394), Nürnberg und Prag (1396) und zuletzt in Freiburg im Üechtland (1399–1430). Einige Namen von Inquisatoren dieser Zeit blieben durch Archivalien bis heute greifbar. Als der bekannteste Ketzerjäger auf Wanderschaft, der in den Straßburger Prozessakten Erwähnung findet, ist Peter Zwicker, doch auch Martin von Amberg und Heinrich Angermeier waren in den 1390er Jahren aktiv.

## Leben
Wann Johannes Blumstein geboren wurde, bleibt trotz der umfangreichen Prozessakten, in denen er mehrfach erwähnt wird, im Dunkeln. Er könnte bereits in jungen Jahren 1371 in den Diensten der Stadt Straßburg gestanden haben. Zweimal ist von einem Johannes Blumstein die Rede. Zum einen tritt der Name für einen Besatzungssoldat auf der Feste Windeck auf, zum anderen wird er als Witwer der Dina und Schwiegersohn des Straßburger Bürgers und Tuchscherers Nikolaus Hőwenschilt selig genannt, der 1378 in einer Rentensache genannt wird. In beiden Fällen könnte es sich aber auch um einen nahen Verwandten, gar um seinen Vater, gehandelt haben.

### Rolle Blumsteins
Blumstein gilt im letzten Jahrzehnt vor dem Prozess als Schlüsselfigur des Straßburger Waldenserkreises, nahm er doch eine zentrale Position zwischen den kirchlichen und städtischen Autoritäten auf der einen Seite und andererseits den Gläubigen der Waldenser ein. Im Prozess relativiert er sein Verhalten durch die Angabe, bereits um 1380 vom „falschen Glauben“ abgeschworen zu haben. Neben Johannes Blumstein wurde auch seine Mutter verhört. Um diese Zeit habe er jedoch den zur Inquisition bestellten Dominikaner Johannes Arnold mit massiven Drohungen von seinem Amt abgebracht. Dessen Nachfolger, Nikolaus Böckler, konnte in der ersten Hälfte der 1390er Jahre die Einigung mit Blumstein erzielen, dass die Häretiker unter Ausschluss der Öffentlichkeit von ihrem Glauben abschwören sollten und stelle dafür sein Haus in der Langen Straße zur Verfügung. Bußwilligen Ketzern sei sogar gestattet worden, ihr als Ausgrenzungs-Zeichen bestimmtes Ketzerkreuz unter ihrem Mantel zu tragen.
Diese Übereinkünfte hielten aber nur, bis ein Basler Kursor und Dominikanerprediger zur Visite nach Straßburg kam, im Advent 1399 gegen die Ketzer predigte und damit den Volkszorn auf sie zog.: S. 5 Beschwichtigungsversuche Blumsteins waren vergeblich.
Mehrere Zeugenaussagen bestätigen während des Prozesses, dass Blumstein die Straßburger Ketzer abgeschirmt habe. Interessanterweise wurde aber nur die Mutter zur Aussage vor Gericht bestellt und später verbannt. Selbst eine direkte Aussage Blumsteins fand nicht Eingang in die Prozessakten, was die Frage aufwirft, wer und warum eine schützende Hand über den Waldenser-Gewahrsmann gehalten haben könnte, immerhin sind einige Besuche von Waldensermeistern in seinem Haus aktenkundig belegt und Klaus von Brumath, Priester an Alt-Sankt-Peter, gab zu Protokoll, dass „Blumstein die sache von der materien von kint uff getriben habe“. Die Aussagen, wie lange Blumstein bei „der Sache“ geblieben sei, sind widersprüchlich. Unisono wird aber erklärt, Blumstein habe in erster Linie reumütige Ketzer vor einer möglichen Inquisition geschützt.
Mit dem Prozess und der anschließenden Verbannung von 27 Straßburger Bürgern hat das „Unwesen“ der Häretiker ein Ende gefunden. Blumstein dürfte dazu beigetragen haben, dass vielen Mitgliedern der Waldenser diese Verbannung erspart geblieben ist.
Interessant ist es festzustellen, warum Johannes Blumstein einer Vorladung oder gar Verurteilung entgangen ist, entstammte er doch diesem ketzerischen Umfeld und hatte sich lange zu diesem Glauben bekannt. Offensichtlich war zu Beginn der Voruntersuchung noch eine Vorladung vorgesehen, wie aus den Prozessakten hervorgeht.: S. 54 Womöglich begünstigte Blumstein den Verlauf durch sein Verhandlungsgeschick.
Seiner Karriere hat der Skandal um die Jahrhundertwende nicht geschadet. Kurze Zeit später war er bereits wieder in städtischen Diensten und vertrat die Stadt vor dem Papst.

### Karriere nach 1400
Der Straßburger Stadtarchivar Jakob Wencker (1668–1743) rühmt Blumstein als einen „gelehrten, mehrerenorts als Magister betitelten Mann“, den „die Stadt viel in Dienst genommen“ hätte, besonders im Streit mit Fürstbischof Wilhelm II. von Diest, in dessen Folge Blumstein bis an das Konzil von Konstanz gereist wäre. 1393 habe der zu lebenslanger Kerkerhaft verurteilte Ammeister Konrad (Kunz) Müller Blumstein zu seinem Bürgen bestimmt. Tatsächlich starb Müller zehn Jahre später im Turm, worauf hin sein halbes Vermögen an die Stadt fiel.: S. 234  Auf den zum Teil fehlerhaften Angaben Wenckers basierten die Texte Timotheus Wilhelm Röhrichs, der 1855 die Prozessakten herausgab. Heute gilt Röhrich deshalb als Quelle stellenweise als grob fehlerhaft.
Ein weiteres Detail ist dank der Prozessakten der Nachwelt erhalten geblieben: In der zweiten Hälfte des Jahres 1392 stritt Blumstein mit Rulmann von Schalkendorf genannt Keller in mehreren, gegeneinander gerichteten Briefen um den Besitz eines Pferdes. Dieses habe Blumstein ihm widerrechtlich abgenommen, so Keller; dies aber nur wegen übler Nachrede, so Blumstein. Interessanterweise beriefen sich beide Kontrahenten auf ihnen zugeneigte Patrone, die großen Einfluss in der Stadt hatten, Blumstein auf Bischof Friedrich von Blankenheim sowie auf Graf Heinrich zu Lichtenberg. Wenig später stehen diese beiden Schutzherren Blumsteins selbst in einer Fehde. Mit Datum vom 11. Juni 1392 bricht der Schriftwechsel ohne erkennbare Einigung ab, möglicherweise hat der aufziehende Krieg die Prioritäten verändert. Diese Petitesse macht aber deutlich, in welch einflussreichem Beziehungsnetzwerk Blumstein eingebunden war. Indirekt lässt dies erkennen, dass er weder unvermögend noch einflusslos gewesen sein kann, das wahrscheinlich auch seinen Gerichtsverlauf beeinflusst hat. Mit dem Gerichtsurteil wurde Blumsteins Mutter in die Verbannung geschickt, völlig ohne erkennbare Auswirkungen auf die Zukunft des Sohnes: Bereits am 20. September 1401 wurde er als straßburgischer Vogt in der rechtsrheinischen Herrschaft Lichtenau bestellt.
Ob Blumstein je im Straßburger Rat gesessen hat, ist zweifelhaft. Zwar ist für die Jahre 1411 und 1424 ein Mann gleichen Namens für die sogenannten Salzmütter in den Aufzeichnungen der Ratsbesetzung genannt, doch war die Zunft der Salzhändler, über die ein Ratssitz auch „an Männer ohne andere Aussichten“ erklommen werden konnte, nicht Blumsteins Metier.: S. 236 In der Folgezeit wird er wiederholt als in städtischen Diensten stehend genannt. Seine Zugehörigkeit zu verschiedenen Delegationen dürfte auf sein diplomatisches Geschick zurückzuführen sein, das Straßburg gern in Anspruch nahm. Immerhin ist Blumstein das einzige Abgeordnetenmitglied, das nicht durch frühere Ämter zwangsläufig dazu gehört haben musste.
Blumstein verhandelte ab März 1416 auf dem Konstanzer Konzil über die sogenannte Causa Argentinensis (auch: Strassburger Streithandel) zwischen dem Domkapitel, das mit der Stadt verbündet war, und Vertretern von Bischof Wilhelm II. von Diest, der am 3. Dezember 1415 in einem Handstreich entführt, gefangen genommen und für abgesetzt erklärt worden war. Über die Verhandlungen gibt es einen umfangreichen Briefwechsel zwischen der Stadt und den Gesandten. Offensichtlich war Blumstein professionell genug, um als regelmäßiger Bote zwischen den Parteien zu agieren. Sein Wirken ist zwischen Juli 1416 und Oktober 1417 belegt. Schon ein Jahr später hat Blumstein seine Bemühungen in Mantua am Hofe Martin V. fortgesetzt, allerdings unter anderen Vorzeichen, weil sich die Front inzwischen verschoben hatte. Die zermürbenden Verhandlungen haben die Stadt gegenüber Wilhelm II. Zugeständnisse machen lassen. Allerdings führte dies zum Streit innerhalb des Domkapitels, das auf der Absetzung Wilhelm II. beharrte. Offenburg war der Ort, an dem auf einem Versöhnungstag die Einigung zwischen Bischof und Stadt besiegelt wurde – ohne die Anwesenheit des Domkapitels. Um diese Vereinbarung vom Papst ratifizieren zu lassen, sollte eine Delegation unter Teilnahme Blumsteins nach Mantua reisen.
Der Papst wurde bei der Audienz am 13. Dezember 1418 für seine Gefälligkeit mit zwei Goldbechern bedacht, doch kam es nicht zu der erhofften Ratifizierung, weil das Domkapitel im Hintergrund intrigiert hatte und der Papst seine Unterschrift verweigerte. Erst im folgenden Frühjahr hatten sich Domkapitel und Stadt wieder geeinigt. Mit einer gemeinsamen Delegation reiste man auf Kosten der Stadt erneut zum Papst, der zu dieser Zeit wohl in Florenz weilte. Die Causa Argentinensis war inzwischen von untergeordneter Bedeutung. Viel wichtiger war die Aufnahme von 6000 rheinischen Gulden, die wahrscheinlich benötigt wurden, um Wilhelm II. in Rom unterzubringen.
Auch später ist Blumstein wieder in städtischer Mission unterwegs: Im Dachsteiner Krieg gehörte er der Dreiergesandtschaft an, um über das Lösegeld zu befinden, mit dem Wilhelm II. entlassen werden sollte. Am 28. April 1423 konnte er die Abrechnung vorlegen. 1424 gehörte er zu einer vier Mann starken Delegation, die Streitigkeiten zwischen dem Rat von Kenzingen und der Gemeinde Herbolzheim schlichteten.

### Blumsteins Nachfahren und Erbe
Johannes Blumstein war mindestens einmal verheiratet und hatte einen Sohn und eine Tochter. Sein erstes Kind, Konrad, ging als Mönch zu den Kartäusern, seine Tochter Margarethe wurde Begine.: S. 151 Somit kann eine Generation später keine Spur vom „falschen Glauben“ in der Familie mehr festgestellt werden. Die Hinwendung beider Kinder zum Klosterleben spricht gegen weitere Nachfahren in der Familie. Zur Zeit des Waldenserprozesses ist Johannes Blumsteins Mutter bereits Witwe. Über ihren Ehemann wird in den Akten nichts erwähnt.
Im Zusammenhang mit Blumsteins Erbe wird sein Vermögen beleuchtet. Tochter Margarethe erbte die Hälfte der aufgeführten Renten und Güter in Kilstett, Schwindratzheim und Mundolsheim. Dieses Erbe vermachte sie der Straßburger Kartause Chartreuse Mt. Ste Marie in Koenigshoffen. Eineinhalb Jahre später, am 13. November 1438 stiftete Margarethe ihrem Kloster „je sechs Viertel Roggen und Gerste im Bann von Hindisheim und Limersheim.“ Eine Schenkungsurkunde Bruder Konrads an die Straßburger Kartause vom 21. Juni 1441 listet weiterhin auf und zeigen das Vermögen, das die Kinder von Johannes Blumstein geerbt haben müssen: Renten und Güter in Matzenheim, Sand bei Benfeld, Benfeld, Kertzfeld, Westhausen, Nothalten, Schäffersheim und Herbolzheim. Die in dieser Urkunde peinlichst aufgeführten Äcker gehen in die Dutzende.